# Rome Buyce Night
Rome Buyce Night est un groupe de post-rock basé à Paris, créé en 2000, composé de :
- Guillaume Collet : Basse, guitare
- Antoine Ducoin : Guitare, basse
- Romain Piegay : Batterie, percussions
- Jérôme Orsoni : Guitare

## Bio
Après avoir enregistré plusieurs titres en solo ou en duo, les guitaristes et bidouilleurs de sons d'origine nantaise, Guillaume Collet et Antoine Ducoin ont réuni leurs compositions au sein d’un même album : Ressance
Ce n’est qu’après la finalisation de cet album (2000), mais aussi de l’arrivée du batteur Romain Piegay et de l’emménagement dans le local près de Nantes que le projet Rome Buyce Night est né. Si le ton fut donné par diverses formations références en la matière (Sonic Youth, Yo La Tengo, Godspeed, Rrosélicoeur, etc.), il n’en demeure pas moins que la volonté du groupe fut de tracer sa propre voie, en signant une musique résolument cinématique : entre post rock experimental, noise et psychédélique.
La musique de Rome Buyce Night est une musique libre car improvisée. L’acte de fondation fut signé en 2001, par la sortie d'un album 4 titres Petit Interieur, auquel succéda les albums Actone en 2003, Luminaires en 2005, Micro Sainte et Matricule en 2009, Ann Arbor en 2010, Adieu à la femme sauvage en 2014, The Indian Castle of Morocco en 2015.
Ann Arbor, marque l’arrivée d’un second guitariste, Jérôme Orsoni, leurs installations à Paris et la création de leurs labels "Zéro égal petit intérieur". Plus directe, abstraite et concrète dans le même mouvement d’ensemble, cet album signe de nouvelles influences : afrobeat, folk, post-punk, dub. The Ex, Konono N°1, le fly pan am, et Steve Reich en ligne de mire.
Fruit de six mois de travail, ce septième album a été entièrement enregistré, produit et mixé par les membres du groupe — comme une image instantanée de quatre mois passés à enregistrer, couper, découper, mixer, remixer, faire et défaire la musique.

Depuis sa création, Rome Buyce Night a joué lors de nombreux concerts et festivals : Festival Microfaune 001 à L’Onyx (Nantes – orga. Yamoy, PAM, The Brain, Headz evolution, The Cinetic, Brainfloor), Festival Infratunes/dmute (Orléans), Festival So Far So Good (Paris), mais aussi au Molodoï (Strasbourg), Popin (Paris), Sonic (Lyon), L’Espace B (Paris), L’étincelle (Angers), Le Klub (Paris), le Café de la Plage (Paris), Le Buveur de Lune (Paris), Le Gambetta (Paris), Le Spoutnik (Nantes)…

## Discographie
- The Indian Castle of Morocco (2015)
- Adieu à la femme sauvage (2014)
- Ann Arbor (2010)
- Micro Sainte (2009)
- Matricule (2009)
- Luminaires (2005)
- Actone (2003)
- Petit intérieur (2001)
- Ressance (2000)